# Frigyes Riesz
Frigyes Riesz (en húngaro: Riesz Frigyes, pronunciado /ˈriːs ˈfriɟɛʃ/, a veces escrito como Frederic; 22 de enero de 1880 - 28 de febrero de 1956) fue un matemático húngaro que hizo contribuciones fundamentales al análisis funcional, al igual que su hermano menor Marcel Riesz.

## Semblanza
Riesz nació en el seno de una familia judía redicada en Győr, Imperio austrohúngaro y murió en Budapest, Hungría. Entre 1911 y 1919 fue profesor en la Universidad Franz Joseph en Cluj-Napoca, Austria-Hungría. El Tratado de Trianón posterior a la Primera Guerra Mundial transfirió el antiguo territorio austrohúngaro, incluido Kolozsvár, al Reino de Rumania, tras lo cual el nombre de Kolozsvár cambió a Cluj y la Universidad de Kolozsvár se trasladó a Szeged, Hungría, convirtiéndose en la Universidad de Szeged. Entonces Riesz era Rector y profesor de la Universidad de Szeged, además de miembro de la Academia Húngara de Ciencias, y de la Academia Polaca del Aprendizaje. Era el hermano mayor del matemático Marcel Riesz.
Realizó parte del trabajo fundamental en el desarrollo del análisis funcional, y su trabajo ha tenido varias aplicaciones importantes en física. Estableció la teoría espectral para los operadores simétricos acotados en una forma muy parecida a la que ahora se considera estándar. También realizó numerosas contribuciones a otras áreas, incluidas la teoría ergódica, la topología y dio una prueba elemental del teorema ergódico medio.
Junto con Alfréd Haar, Riesz fundó la revista Acta Scientiarum Mathematicarum.
Tenía un método poco común para dar conferencias: entraba a la sala de conferencias con un asistente y un docente. A continuación, el docente comenzaba a leer los pasajes apropiados del manual de Riesz y el asistente escribía las ecuaciones correspondientes en la pizarra, mientras el propio Riesz se hacía a un lado, asintiendo ocasionalmente.
El matemático suizo-estadounidense Edgar Lorch pasó 1934 en Szeged trabajando con Riesz y escribió unas notas sobre su estancia allí, incluida su colaboración con Riesz.
El corpus de su bibliografía fue compilado por el matemático Pál Medgyessy.

## Publicaciones
- Riesz, Frederic; Sz.-Nagy, Béla (1990) [1955]. Functional Analysis. Translated by Boron, Leo F. New York: Dover Publications. ISBN 0-486-66289-6. OCLC 21228994.